# Bald Head Island
Bald Head Island (historiquement Smith's Island (île 'de Smith), est une ville des États-Unis située dans le comté de Brunswick en Caroline du Nord. Au recensement de 2010, sa population était de 158 habitants.

## Source de la traduction
- (en) Cet article est partiellement ou en totalité issu de l’article de Wikipédia en anglais intitulé « Bald Head Island, North Carolina » (voir la liste des auteurs).